# Vólossovo (Vladímir)
|  | Per a altres significats, vegeu «Vólossovo». |

Vólossovo (en rus: Волосово) és un poble de l'óblast de Vladímir, a Rússia, segons el cens del 2010 tenia 256 habitants. Pertany al districte municipal de Sóbinka.